# 汇通祠
39°56′53″N 116°22′27″E / 39.948006°N 116.374092°E

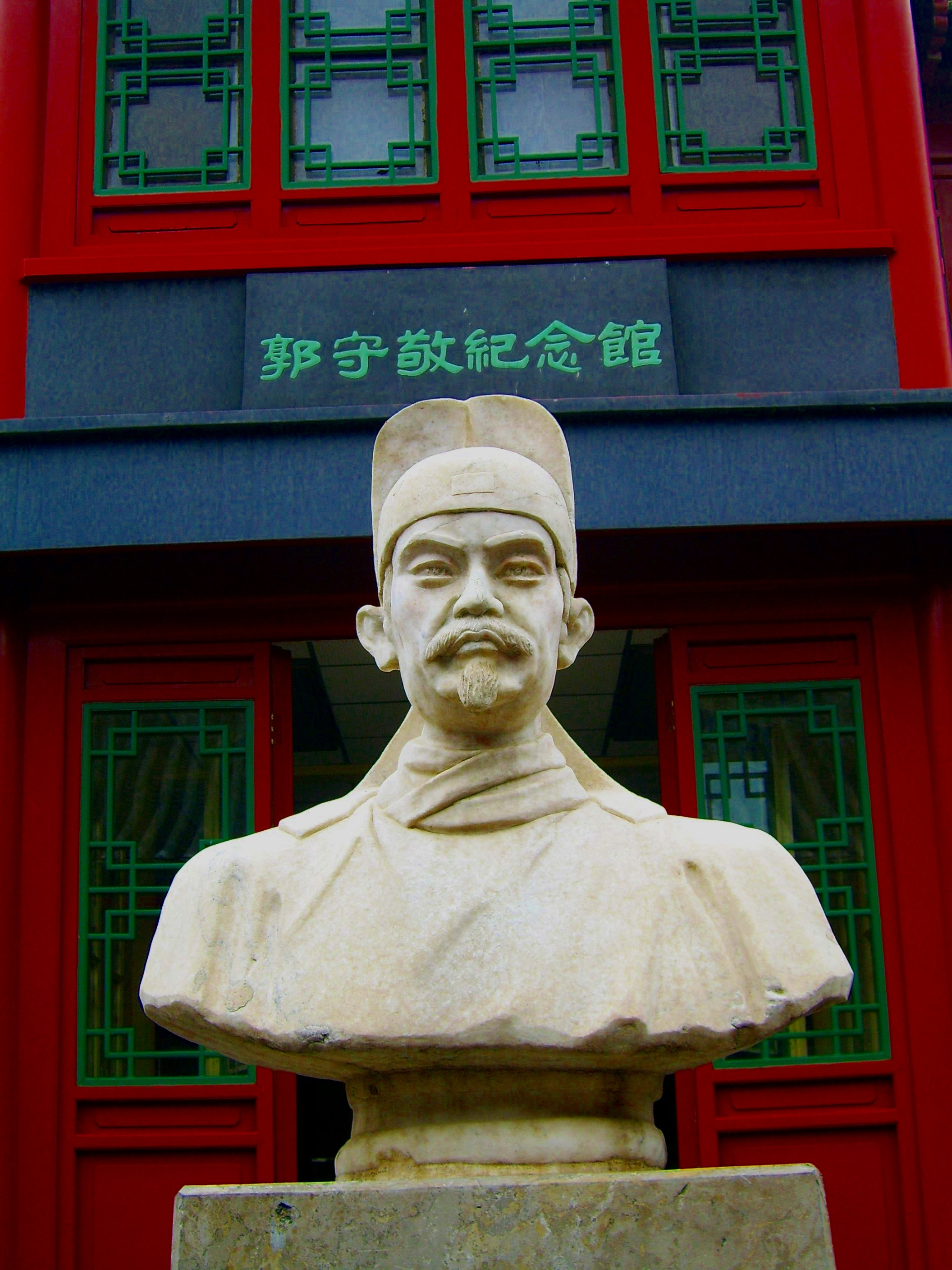
郭守敬纪念馆设在汇通祠。院内中央有郭守敬雕像

汇通祠位于北京市西城区什刹海西海北沿的小岛上，是一座汉传佛教寺院。

## 历史
汇通祠由姚广孝始建于明朝永乐年间，旧称法华寺，又称镇水观音庵。清朝乾隆二十六年（1761年）重修，改称汇通祠，并立乾隆御制诗碑。汇通祠南临净业湖（积水潭），下面为德胜门西水关。1950年代初期，人民政府对汇通祠周边地区进行改造，挖湖砌岸，安装装栏杆和座椅。1976年，为修建北京地铁2号线，汇通祠被拆除。1988年9月，汇通祠重建，祠内设有郭守敬纪念馆，祠后建碑亭，将乾隆御制诗碑重新立于亭内。汇通祠后楼北侧有吴良镛所撰《重修汇通祠记》，东侧是餐厅，祠下方为北京地铁2号线积水潭站出口。
2007年7月，乾隆御制诗碑被公布为西城区文物保护单位。